# Бусирис (Еврипид)
«Бусирис» или «Бусирид» (др.-греч. Βούσιρις) — сатировская драма древнегреческого драматурга Еврипида (V век до н. э.), сюжет которой связан с мифами о Геракле. Текст пьесы утрачен за исключением единственного фрагмента (фрг. 312a Snell). Заглавный герой — мифологический персонаж, царь Египта, приносивший чужеземцев в жертву богам и убитый Гераклом.
На тот же сюжет было написано не меньше шести античных комедий, в том числе Эпихарма и Кратина. Текст этих произведений тоже утрачен.